# Lijst van gouverneurs van Skaraborgs län
Dit is een lijst van gouverneurs van de voormalige provincie Skaraborgs län in Zweden. Het voormalige län, de provincie Skaraborgs län bestond in de periode 1634 tot 1997 en werd in 1997 met Älvsborgs län en Göteborgs och Bohus län samengevoegd in de nieuwe provincie Västra Götalands län. Het Zweeds voor gouverneur is landshövding.
- Peter Örneklou 1683–1690
- Harald Strömfelt 1695–1707
- Carl Gustaf Soop 1707–1711
- Germund Cederhielm 1712–1716
- Germund Cederhielm 1716, zoon van zijn voorganger
- Peter Scheffer 1716–1723
- Gustaf Rålamb 1723–1727
- Erik Wrangel 1727–1729
- Gustaf Palmfelt 1729–1733
- Frans Joachim Ehrenstrahl 1733–1735
- Gabriel Falkenberg 1735–1748
- Gabriel Gabrielsson Falkenberg 1748–1761
- Adam Otto Lagerberg 1761–1778
- Claes Erik Silfverhielm 1778–1784
- Claes Julius Ekeblad 1784–1796
- Johan Adam Hierta 1796–1810
- Georg Adlersparre 1810–1824
- Arvid Mauritz Posse 1824–1831
- Carl Henrik Gyllenhaal 1831–1837
- Wilhelm Albrecht d'Orchimont 1837–1851
- Anders Peter Sandströmer 1851–1857
- Jonas Wærn 1857–1866
- Carl Malmsten 1866–1879
- Cornelius Sjöcrona 1879–1906
- Fabian de Geer 1906–1917
- Axel Ekman 1917–1935
- Carl Mannerfelt 1935–1951
- Fritiof Domö 1951–1956
- Bertil Fallenius 1956–1967
- Karl Frithiofson 1967–1986
- Lennart Orehag 1986–1990
- Birger Bäckström 1991–1997